# يورغ زينك
يورغ زينك (بالألمانية: Jörg Zink) (و. 1922 – 2016 م) هو مؤلِّف، ومترجم، وعالم عقيدة، وكاتب، من ألمانيا، توفي في شتوتغارت، عن عمر يناهز 94 عاماً.

## جوائز
حصل على جوائز منها:
- وسام الاستحقاق لبادن-فورتمبيرغ.

## وصلات خارجية
- يورغ زينك على موقع IMDb (الإنجليزية)
- يورغ زينك على موقع مونزينجر (الألمانية)
- يورغ زينك على موقع ميوزك برينز (الإنجليزية)
- يورغ زينك على موقع ديسكوغز (الإنجليزية)